# Wścieklizna
Wścieklizna (łac. rabies) – niebezpieczna wirusowa choroba zakaźna zwierząt (niektórych ssaków), mogąca przenieść się na człowieka (antropozoonoza). Główną przyczyną śmierci jest niewydolność oddechowa.

## Nazwa
Nazwa „wścieklizna” wywodzi się od przebiegu jednej, lepiej dostrzegalnej formy choroby. Cechuje ją znaczne podniecenie i agresja („wściekłość”). Wściekliznę nazywa się też czasem wodowstrętem (łac. hydrophobia), co jest odbiciem jednego z objawów choroby, mianowicie mimowolnych skurczów mięśni na widok lub sam dźwięk wody.

## Epidemiologia
Wścieklizna występuje niemal na całym świecie. Obszary, na których wścieklizna obecnie uznawana jest za niewystępującą, według raportu WHO z 2005 r. to: Australia, Belgia, Chile, Czechy, Grecja, Grenlandia, Irlandia, Islandia, Japonia, Nikaragua, Nowa Zelandia, Norwegia, Malezja, Szwecja, Szwajcaria, Panama, Portugalia i Urugwaj.
Część z tych państw podjęła próbę wyeliminowania choroby poprzez masowe szczepienia i likwidacje chorych zwierząt (np. Irlandia, Norwegia). Na niektórych obszarach wścieklizna nigdy nie występowała (np. Malezja).
W USA średnio 2–4 osoby rocznie umierają z powodu wścieklizny. Większość przypadków śmiertelnych ma związek z późnym wykryciem choroby w przypadku przeniesienia choroby przez nietoperze. Często ugryzienie nietoperza, nieprzypominające tradycyjnej rany, jest ignorowane. Możliwe jest także zakażenie poprzez wdychanie aerozolu powstałego z odchodów tych zwierząt w grotach i jaskiniach.
Ponad 99% przypadków śmiertelnych związanych z wścieklizną ma miejsce w Afryce, Azji i Ameryce Południowej. Największym problemem jest w Indiach, gdzie średnio co 30 minut 1 osoba umiera z powodu zakażenia wirusem wścieklizny. Agencja APCRI ocenia, że w 2004 roku z powodu tej choroby w Indiach zmarło 20 565 osób. Około 70% ofiar miało mniej niż 15 lat. Przyczyną tak licznego występowania choroby jest duża liczba bezdomnych, chorych psów. Około 7 mln ludzi co roku w Indiach jest poddawanych kuracji po ugryzieniach wściekłych zwierząt.
Ogólnie na świecie co roku na wściekliznę umiera ok. 50–60 tys. osób.

## Czynnik etiologiczny
Wścieklizna jest chorobą wywoływaną przez ssRNA(-) wirusa Rabies virus (RABV) z rodziny Rhabdoviridae, rodzaju Lyssavirus. Występuje w 7 biotypach, z czego przyczyną zakażeń zwierząt naziemnych są głównie wirusy biotypu pierwszego. Pozostałe biotypy są zazwyczaj przyczyną wścieklizny nietoperzy. Wszystkie biotypy są patogenne dla człowieka. Wirion ma kształt torpedy lub naboju karabinowego. Składa się z nukleokapsydu oraz otoczki. W skład nukleokapsydu wchodzi nonsensowy ssRNA i białka NPMGL: nukleoproteina, fosfoproteina P, białko M zaczynające samoporządkowanie wirona – „matrix protein”, polimeraza RNA L, zewnętrzna glikoproteina G.
Wirus jest wrażliwy na wysoką temperaturę i światło słoneczne, jednak dobrze znosi niskie temperatury i procesy gnilne, dzięki czemu może długo przetrwać w padlinie.

## Droga szerzenia
Rezerwuar zarazków stanowią zarówno ssaki dzikie, jak i domowe. Z pierwszej grupy wymienić należy: lisy, jenoty, borsuki, nietoperze i inne zwierzęta mięsożerne, a także gryzonie i zajęczaki. Grupa ta ma obecnie największe znaczenie w rozprzestrzenianiu choroby. Do drugiej natomiast należą: psy i koty. Druga grupa miała pierwotnie duże znaczenie, lecz obecnie ze względu na masowe szczepienia zwierząt domowych zagrożenie jest niewielkie. W krajach tropikalnych Ameryki Południowej i Środkowej wścieklizna może być rozprzestrzeniana również przez żywiące się krwią zwierząt nietoperze z rodziny wampirów. Do zakażenia (zwierząt lub człowieka) dochodzi na drodze kontaktu bezpośredniego – przez pokąsanie, oślinienie lub zanieczyszczenie mózgiem chorego zwierzęcia uszkodzonej skóry. Możliwe jest, choć u człowieka rzadkie, zakażenie na drodze powietrznej (kropelkowej i pyłowej) aerozolem odchodów nietoperzy w jaskiniach. Zdarzają się także zakażenia laboratoryjne drogą wziewną, przezspojówkową lub przezśluzówkową. Do wystąpienia choroby dochodzi u około 15–20% wystawionych na kontakt – szczególnie osobników pogryzionych na pysku/twarzy, szyi, klatce piersiowej lub pokąsanych głęboko. Odnotowano także infekcje przez przeszczepienie organów (rogówka) od zmarłych dawców z nierozpoznaną wścieklizną. Nie opisano przeniesienia drogą pokarmową. Chorobę cechuje długi okres utajenia średnio od 1 do 3 miesięcy – skrajnie od 10 dni do ponad roku. Chory człowiek jest także zakaźny dla otoczenia. Wirus znajduje się głównie w jego centralnym układzie nerwowym, ślinie i skórze, a w mniejszym stopniu także w łzach i soku trzustkowym.

## Patogeneza
Z miejsca inwazji (ukąszenie, rana mająca kontakt z materiałem zakaźnym) wirus trafia do komórek mięśni szkieletowych, gdzie wstępnie się namnaża i skąd poprzez płytkę motoryczną trafia do aksonu (włókna nerwowego), wzdłuż którego wędruje dośrodkowo do rdzenia kręgowego, a następnie do istoty szarej mózgu, gdzie ulega masowej replikacji. Następnie włóknami eferentnymi rozprzestrzenia się po organizmie, głównie do ślinianek i skóry.

## Objawy i rozpoznawanie

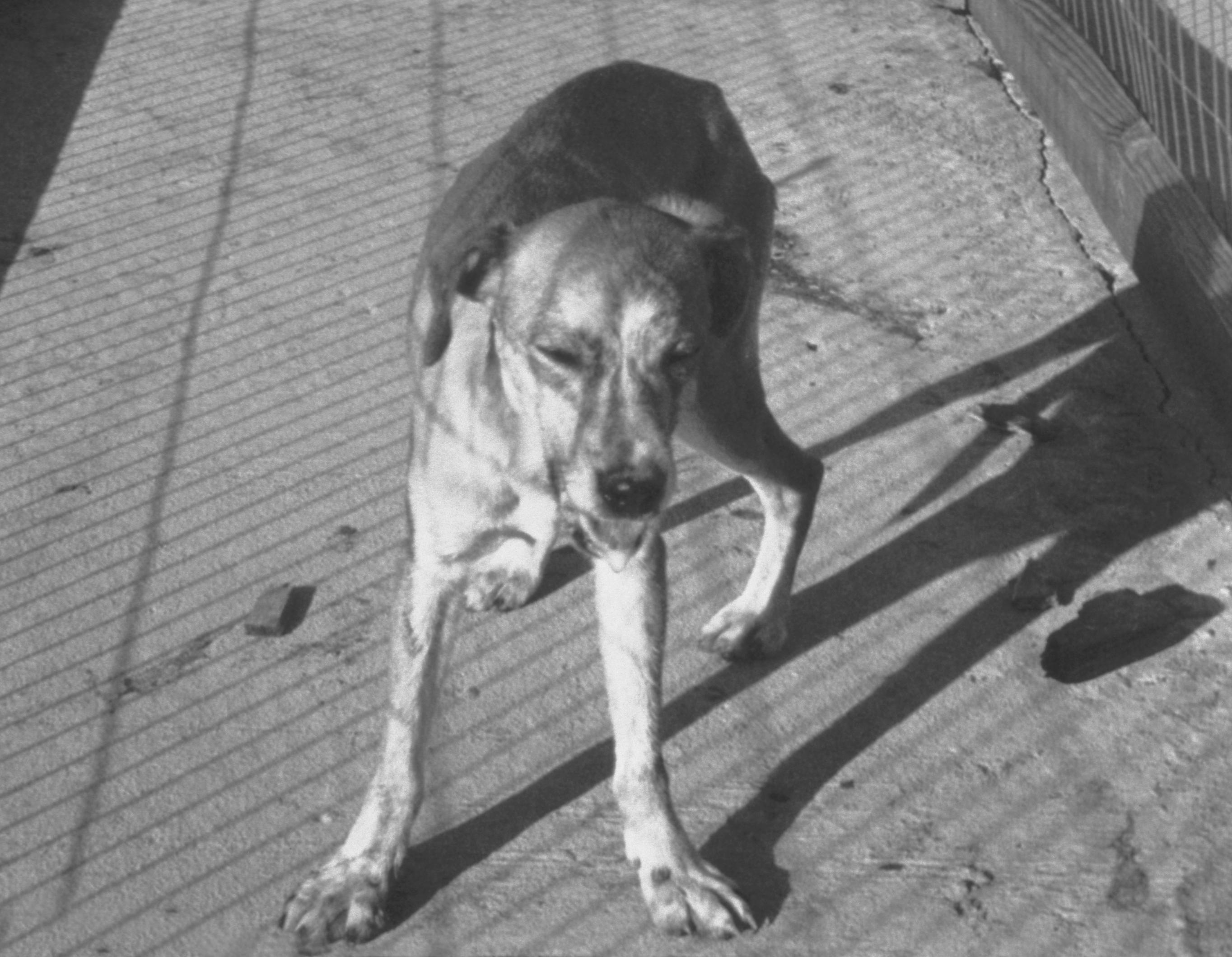
Pies chory na wściekliznę. Widoczny typowy dla choroby ślinotok.

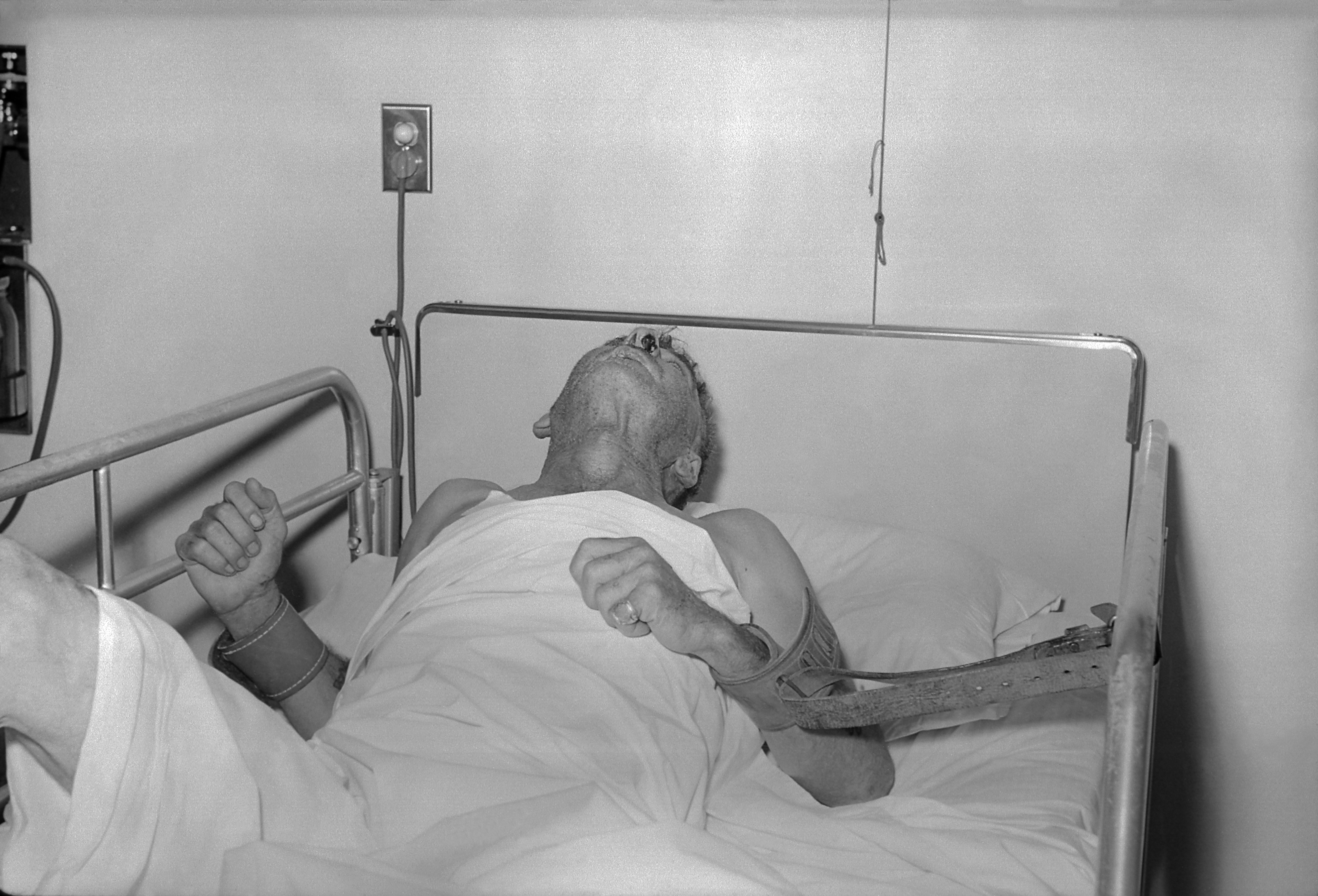
Chory na wściekliznę człowiek z drgawkami

Wirus wścieklizny atakuje komórki układu nerwowego, ze szczególnym tropizmem do komórek istoty szarej mózgu.
Przebieg choroby u wszystkich gatunków zwierząt jest w zasadzie podobny. Możemy wyróżnić dwie postacie wścieklizny:
- postać gwałtowną (klasyczną),
- postać porażenną.

U ludzi w początkowym, inkubacyjnym okresie (około 2-miesięcznym od chwili zakażenia) występują objawy ogólne. Dominują tu uczucia mrowienia wokół miejsca pokąsania, a także gorączka, ból potylicy, zmęczenie oraz rzadziej halucynacje i torsje. Zwierzęta często w tym okresie zmieniają swoje zwyczaje, głównie tryb życia z dziennego na nocny i odwrotnie, a także przestają być wrażliwe na bodźce bólowe. Po kilku dniach u ludzi i zwierząt występuje nadmierne pobudzenie lub, skrajnie, porażenie (tzw. cicha wścieklizna). U chorego stwierdzić można mimowolne skurcze mięśni (konwulsje), ślinotok, światłowstręt oraz wodowstręt, ponadto mogą występować arytmie serca, majaczenie, hiperwentylacja, czasem priapizm. Śmierć następuje w około tydzień od wystąpienia objawów.
W przypadku diagnozowania człowieka wystawionego na ryzyko zakażenia w krótkim odstępie czasu większe znaczenie od potwierdzenia choroby ma ocena prawdopodobieństwa jej wystąpienia. W tym celu stosuje się głównie wywiad epidemiologiczny. Jednocześnie rozpoczyna się, jeżeli zwierzę zostało złapane, trwającą 15 dni przyżyciową obserwację weterynaryjną (zwierzęta domowe) lub pośmiertne badanie mózgu zwierzęcia (zwierzęta dzikie i agresywne zwierzęta domowe). Przyżyciowa diagnostyka człowieka jest możliwa (z wykorzystaniem m.in. metody PCR), lecz dość często pojawiają się w badaniu wyniki fałszywie ujemne.
Wirus w ślinie zwierząt jest jednym z objawów ostatniego stadium wścieklizny. W przypadku psów żaden spośród tych, u których pojawił się wirus w ślinie, nie będzie żył dłużej niż 10–12 dni. Dlatego jeżeli pies przeżyje obserwację, można wnioskować, że w momencie pogryzienia wirus nie znajdował się w ślinie, więc pies nie mógł zakazić człowieka.
Pośmiertne rozpoznanie przeprowadza się, używając testów serologicznych i próby biologicznej.

## Leczenie
Do dzisiaj nieznany jest lek przeciwko wściekliźnie. Jeśli nie wystąpiły objawy choroby, podejmuje się próbę zastosowania uodpornienia bierno-czynnego, polegającego na podaniu antytoksyny i serii szczepionek podawanych w mięsień naramienny lub podskórnie (dawniej szczepionkę podawano w mięsień brzucha ze względu na specyficzne ukrwienie – nie stosuje się już tej metody). Uodpornienie uzyskane na drodze biernej chroni chorego do momentu uzyskania odporności czynnej. Chorym szczepionym wcześniej nie podaje się surowicy. Czynne uodpornienie organizmu możliwe jest dzięki długiemu okresowi wylęgania. Chorego człowieka, u którego wystąpiły objawy, izoluje się głównie w celu zapewnienia mu spokoju; stosuje się leczenie objawowe. Pierwsze takie przypadki dotyczyły zachorowań, do których doszło mimo zastosowania szczepionki. W 2004 roku udało się uratować pierwszego pacjenta, który zachorował na wściekliznę i nie był zaszczepiony: była to 15-letnia Jeanna Giese, ugryziona i zakażona przez nietoperza. Zastosowano wobec niej schemat leczenia (wprowadzenie pacjentki w śpiączkę i podawanie leków przeciwwirusowych), który nazwano protokołem Milwaukee. Próby wyleczenia innych pacjentów tą samą metodą zakończyły się jak dotąd sukcesem jedynie w jednym wypadku. Później udowodniono, że protokół Milwaukee jest nieskuteczny i nie należy go stosować. Zwierzęta zwykle się uśmierca, w Polsce obowiązuje całkowity zakaz leczenia zwierząt podejrzanych o wściekliznę.

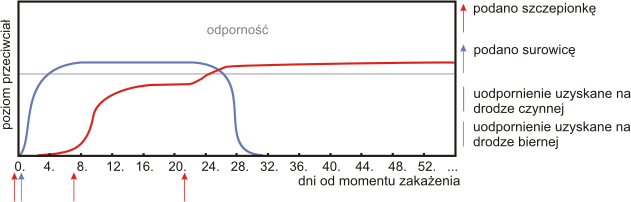
Znaczenie łączenia dwóch metod uodparniania w leczeniu wścieklizny
podawanie szczepionki według schematu 2+1+1; dane przykładowe

Personel opiekujący się chorym lub podejrzanym o chorobę człowiekiem lub zwierzęciem obowiązany jest stosować zaostrzone środki ochrony osobistej.

## Zapobieganie
Dużą rolę odgrywa zapobieganie szerzeniu się choroby. Pierwsza skuteczna szczepionka przeciw wściekliźnie została wynaleziona w roku 1885 przez Louisa Pasteura i zastosowana z powodzeniem u pokąsanego przez wściekłego psa 9-letniego Josepha Meistera.
Od dawna prowadzi się obowiązkowe szczepienia psów przeciwko wściekliźnie (dlatego epizootia, czyli gwałtowny wzrost liczby zachorowań, zdarza się obecnie rzadko w tej grupie zwierząt). Rozrzuca się też szczepionki w lasach i na polach, aby zaszczepić również dzikie zwierzęta.
Profilaktycznie szczepi się osoby szczególnie narażone, np. wykonujące sekcje dzikich zwierząt padłych.
Przy podejrzeniu ekspozycji stosuje się szczepienia. Świadectwo szczepienia zwierzęcia nie jest wystarczające do wykluczenia wścieklizny.
W Polsce dostępne są szczepionki Rabipur oraz Verorab.

## Wścieklizna jako broń biologiczna
Ze względu na długi okres inkubacji prawdopodobnie nie ma znaczenia jako broń biologiczna.

## Klasyfikacja ICD10
| kod ICD10     | nazwa choroby             |
| ------------- | ------------------------- |
| ICD-10: A82   | Wścieklizna               |
| ICD-10: A82.0 | Wścieklizna leśna         |
| ICD-10: A82.1 | Wścieklizna miejska       |
| ICD-10: A82.9 | Wścieklizna, nieokreślona |